# Nancy Travis
Nancy Travis, född 21 september 1961 i New York, är en amerikansk skådespelare.

## Filmografi (urval)
- 1987 – Tre män och en baby
- 1990 – Tre män och en liten tjej
- 1993 – Spårlöst försvunnen
- 1994 – Greedy
- 1996 – Bogus
- 2002 – Rose Red (TV-serie)
- 2005 – Systrar i jeans
- 2025 – Sovereign